# Eyralpenus multipicta
Eyralpenus multipicta är en fjärilsart som beskrevs av Embrik Strand 1921. Eyralpenus multipicta ingår i släktet Eyralpenus och familjen björnspinnare. Inga underarter finns listade i Catalogue of Life.